# Abure jezik
Abure jezik (abouré, abule, akaplass, abonwa; ISO 639-3: abu), jedan od dva zapadnih tano jezika, šira skupina tano, kojim govori 55 120 ljudi (1993 SIL) iz plemena Abure u Obali Slonovače, a znatan dio i u bivšoj prijestolnici Abidjan.
Mnogi su dvojezični u jeziku Anyin, jednom od bia jezika. Srodan mu je beti.

## Vanjske poveznice
- Ethnologue (14th)
- Ethnologue (15th)